# Khayat
Андрей Хайат (укр. Андрій Хайат; род. 3 апреля 1997, Знаменка, Кировоградская область), более известный под псевдонимом Khayat, — украинский певец и автор песен, работающий в жанре Фолктроника. Финалист вокального шоу «Голос Країни», участник национального отбора на «Евровидение-2019», «Евровидение-2020» и «Евровидение-2025».

## Ранние годы
Андрей Хайат родился в украинском городе Знаменка, где закончил музыкальную школу по классу аккордеон. В 2019 году закончил Национальный педагогический университет имени М. П. Драгоманова со специальностью «английский и арабский языки».

## Творчество
12 июня 2018 года Khayat выпустил свою дебютную песню «Девочка». 11 декабря 2018 года рекорд-лейбл Masterskaya выпустил подборку Raw Compilation, Vol. 4, куда вошла песня «Ясно».
20 января 2019 года на слепых прослушиваниях шоу «Голос страны» KHAYAT исполнил украинскую народную песню «В кінці греблі шумлять верби» и развернул к себе все четыре судейских кресла. Певец выбрал команду Тины Кароль. На этапе вокальных боев он вместе с Гульназ Хасановой спел композицию «Равнодушие» российской группы «Мальбэк» и певицы Сюзанны. На этапе нок-аутов KHAYAT спел песню «Летить галка через балку» и по вердикту наставника прошел в четверть-финал. В первом прямом эфире «Голоса страны» KHAYAT спел украинскую народную песню «Ой, чий то кінь стоїть». По результатам выступлений команды певец получил самую большую поддержку зрителей и автоматически стал полуфиналистом. В полуфинале он выступил с песней «Плакала» группы «KAZKA». После распределения голос от Тины Кароль он получил 51 %, а по результатам зрительского голосования — 68 % и вышел в финал шоу. На первом этапе финала «Голоса страны» KHAYAT спел «Весна» группы «Вопли Видоплясова». Во втором этапе он вместе с Тиной Кароль исполнил композицию «Ніч яка місячна». По результатам финального тура он выбыл из проекта, заняв третье место.
10 января 2019 года стало известно, что KHAYAT вошел в число финалистов украинского национального отбора на конкурс «Евровидение». 31 января участник выпустил свою композицию «Ever», написанную на украинском и английском языках. По результатам жеребьевки, KHAYAT выступил 16 февраля во втором полуфинале под номером 6, где он занял пятое место, получив два балла от жюри и шесть — от зрителей.
5 июня 2019 года KHAYAT выпустил свой дебютный альбом «KHMIL'», куда вошли семь композиций и один бонус-трек. «KHMIL'» это синтез электронной музыки, этнических мелодий и восточных мотивов. KHAYAT использовал народные инструменты: дудук, флейты, дарбуку и тибетскую чашу. В альбоме они смешанны со звуками повседневности: двигателя автомобиля, метро, свистом кухонного чайника. В день релиза «KHMIL '» достиг второй строчки в «iTunes TOP-200 Releases Ukraine». С песней «От і вся лбв» KHAYAT стал победителем приза зрительских симпатий в проекте «Украинская песня-2019» (англ. Ukrainian Song Project). 9 октября 2019 была выпущена песня «Osoka» и клип на нее. Эскизы для каждого костюма в клипе KHAYAT разрабатывал сам, а над видео работала команда «iLargia Pictures».
4 февраля 2020 года KHAYAT выпустил свою конкурсную песню для украинского национального отбора под названием «Call for Love», с которой он выступил 15 февраля во втором полуфинале под номером шесть. По результатам голосования певец в сумме получил 7 баллов от жюри и 7 от зрителей, и вошел в тройку финалистов. После жеребьевки стало известно, что KHAYAT выступит 22 февраля в финале под номером 6. В финале он занял 2 место. 29 октября 2020 года вышла песня и видеоклип «Темно».